# Batt O'Keeffe
Bartholomew O'Keeffe (né le 2 avril 1945) est un homme politique irlandais du Fianna Fáil qui est ministre de l'Entreprise, du Commerce et de l'Innovation de 2010 à 2011, ministre de l'Éducation et des Sciences de 2008 à 2010 et ministre d'État de 2004 à 2008. Il est Teachta Dála (TD) de 1987 à 1989 et de 1992 à 2011. Il est sénateur du Panel du travail de 1989 à 1992.

## Jeunesse et éducation
O'Keeffe est né à Cullen, dans le comté de Cork. Il fait ses études au St. Brendan's College de Killarney et à l'University College Cork, où il obtient un baccalauréat ès arts. O'Keeffe travaille comme maître de conférences au Cork Institute of Technology avant de s'impliquer dans la politique. Il a également une carrière sportive, étant titulaire de trois médailles de la Munster Football Gaelic Athletic Association avec Cork GAA aux niveaux moins de 21 ans, junior et senior. Il est également champion de handball intermédiaire de Cork. En 1985, il est élu au conseil du comté de Cork. Il est auparavant président du Southern Health Board. Il est marié à Mary Murphy; ils ont trois filles et un fils.

## Carrière politique
O'Keeffe est élu pour la première fois au Dáil lors des élections générales de 1987 en tant que député Fianna Fáil pour la circonscription du centre-sud de Cork. Il perd son siège au profit de Micheál Martin aux élections générales de 1989, mais il est ensuite élu au Seanad Éireann au sein du panel travailliste où il est porte-parole du Fianna Fáil pour les finances. Aux élections générales de 1992, O'Keeffe est réélu au Dáil et réélu à chaque élection ultérieure jusqu'à sa retraite en 2011. Entre 1995 et 1997, O'Keeffe est porte-parole de l'opposition en matière de transports et de communications. Il siège également à un certain nombre de comités, notamment le Comité mixte de l'Oireachtas sur la santé et l'enfance, le Comité des comptes publics et le Comité du développement durable. Lors d'un remaniement en 2004, Bertie Ahern nomme O'Keeffe ministre d'État au ministère de l'Environnement, du Patrimoine et des Gouvernements locaux avec une responsabilité particulière pour la protection de l'environnement.
En 2006, O'Keeffe est investi pour se présenter aux élections générales de 2007 dans la circonscription redessinée de Cork Nord-Ouest, aux côtés de Michael Moynihan et Donal Moynihan. O'Keeffe est élu, même si son collègue du parti Donal Moynihan perd son siège. En 2007, O'Keeffe est nommé ministre d'État au ministère de l'Environnement, du Patrimoine et des Gouvernements locaux, avec une responsabilité particulière pour le logement et la rénovation urbaine. Lorsque Brian Cowen devient Taoiseach en 2008, O'Keeffe est nommé ministre de l'Éducation et des Sciences. À ce poste, il lance en 2010 un processus de dissolution de l'Université nationale d'Irlande, décision qui est ensuite annulée en 2011 par la coalition Fine Gael / Travailliste.

## Budget 2009
Le 14 octobre 2008, dans le cadre du budget 2009, O'Keeffe annonce des réductions et l'imposition de charges accrues pour financer le fonctionnement du ministère de l'Éducation et des Sciences tout au long de 2009, notamment l'augmentation du nombre d'écoles primaires.
La population protestante minoritaire de la République est concernée par les coupes annoncées par le ministre de l'Éducation dans les subventions précédemment accordées aux 21 écoles secondaires de confession protestante. Cela viole un accord vieux de quarante ans conclu lors de l'introduction de la gratuité de l'enseignement secondaire par le ministre de l'Éducation de l'époque Donogh O'Malley.

## Démission et retraite
O'Keeffe quitte son poste de ministre de l'Entreprise, du Commerce et de l'Innovation le 20 janvier 2011. Il prend sa retraite de la politique lors des élections générales de 2011.